# Club Atlético Belén
El Atlético Belén es un club de fútbol del Perú de la ciudad de Moyobamba en el departamento de San Martín. Fue fundado en 1960 y juega en la Copa Perú.

## Historia
El Club Social  Atlético Belén fue fundado el 20 de abril de 1960 por un grupo de jóvenes a iniciativa del profesor Severo Silva Picón para representar al barrio de Belén en la Liga de Moyobamba. Su primer presidente fue Pablo Arévalo Bocanegra. 
En 1966 fue el primer campeón departamental de San Martín y clasificó a la Etapa Regional de la Copa Perú 1967 donde fue eliminado por Colegio Nacional de Iquitos.
Con la creación de los Campeonatos Regionales participó en la Primera División del Perú en dos temporadas, 1989 y 1990, en la Zona Oriente sin clasificar a la siguiente fase y perdiendo la categoría ese último año.
En la Copa Perú 2002 fue campeón departamental de San Martín clasificando a la Etapa Regional. En esta fase finalizó en último lugar de la Región III detrás del Colegio Nacional de Iquitos y San Juan de Pucallpa. Volvió a una Etapa Regional en la Copa Perú 2010 tras ser subcampeón departamental detrás de Unión Comercio. Fue ubicado en el grupo B de la Región II donde fue eliminado tras acabar tercero.
Atlético Belén se coronó campeón tras vencer 1-0 a AD Tahuishco. En un torneo bastante corto, la liga de Moyobamba bajó el telón de su Etapa Distrital 2013 con el título logrado el histórico Atlético Belén. En esa temporada el club llegó hasta la Etapa Departamental donde fue eliminado en primera fase por Luis Gómez de Lamas. 
Tras tres años de inactividad, el club volvió a competir en 2019 donde quedó tercero en la Liga de Moyobamba. En los años siguientes, nuevamente dejó de participar.

## Uniforme
- Uniforme titular: Camiseta crema, pantalón crema, medias negras.
- Uniforme alternativo: Camiseta guinda, pantalón guinda, medias guindas.

## Sede
El club cuenta con su local propio ubicado en el jirón 25 de Mayo Nº 259 en la ciudad de Moyobamba.

## Datos del club
- Temporadas en Primera División: 2 (1989, 1990).

## Entrenadores
- Darwin Severo Silva Picón (1964)
- Hildebrando Villacorta (1985)
- Napolión Alarcón (1989)
- Hildebrando Villacorta (1990)
- Javier Castillo (1996)
- Carlos Ocampo Piña (2001-2002)
- Ricardo Miranda Silva (2004)

## Palmarés
| Competición regional                   | Títulos                       | Subcampeonatos |
| -------------------------------------- | ----------------------------- | -------------- |
| Liga Departamental de San Martín (2/1) | 1966, 2002.                   | 2010.          |
| Liga Provincial de Moyobamba (5/0)     | 1966, 1968, 1974, 2002, 2009. |                |
| Liga Distrital de Moyobamba (4/0)      | 2001, 2002, 2008, 2013.       |                |